# 原州区
原州区是中华人民共和国宁夏回族自治区固原市辖下的一个市辖区，2001年由固原县改置，名称源自北魏时期的原州。
面积达3,520平方公里，总人口44万，为固原市政治经济交通中心。该区虽为回族自治区，但是回族人口略比汉人为少。该区农业人口占八成，区政府驻政府街。邮政编码为756000。

## 行政区划
原州区下辖3个街道办事处、7个镇、4个乡：
南关街道、古雁街道、北塬街道、三营镇、官厅镇、开城镇、张易镇、彭堡镇、头营镇、黄铎堡镇、中河乡、河川乡、炭山乡和寨科乡。

## 人口
2020年末，根據第七次全国人口普查顯示：原州区常住人口为47.13万人，与六普相比增加5.95万人。

## 交通
- 341国道、 344国道过境。